# Max Scheler
Max Scheler (n. 22 august 1874, München, Imperiul German – d. 19 mai 1928, Frankfurt am Main, Republica de la Weimar) a fost un filozof german, cunoscut în primul rând pentru contribuțiile sale în domeniul fenomenologiei, filozofiei valorilor, sociologiei cunoașterii și antropologiei filozofice, pe lângă calitatea sa de clasic al filozofiei religiei.
Scheler a dezvoltat metoda filozofică a lui Edmund Husserl, fondatorul fenomenologiei și a fost numit de filozoful spaniol José Ortega y Gasset „primul om care a intrat în paradisul filozofic”. În 1954 Karol Wojtyla, viitorul papă Ioan Paul al II-lea, și-a susținut teza de doctorat „O evaluare a posibilității de fundamentare a unei etici creștine plecând de la baza sistemului lui Scheler”.

## Biografie
Max Scheler s-a născut la München, în Germania, pe 22 august 1874, ca fiul unui tată luteran și unei mame evreică-ortodoxă. În timpul adolescenței el s-a convertit la catolicism, probabil datorită mesajului său de iubire, deși a început să fie un credincios din ce în ce mai puțin activ în jurul anului 1921.
Scheler a studiat medicina la München și în Berlin, iar filozofie și sociologie, avându-i ca profesori pe Wilhelm Dilthey și Georg Simmel, în 1895. Și-a dat doctoratul în 1897, și teza de abilitare (pentru obținerea celui mai mare titlu în unele țări, printre care și Germania) în 1899 la Universitatea din Jena, unde l-a avut drept coordinator pe Rudolf Eucken. De-a lungul carierei, Scheler s-a dovedit foarte interesat de pragmatismul american. (Eucken coresponda cu William James).
A predat la Jena între 1900 și 1906. În 1902 s-a întâlnit pentru prima dată cu fenomenologul Edmund Husserl, la Halle. Scheler nu a fost niciodată elev al lui Husserl și relația lor a fost în general una încordată. Scheler a adoptat o poziție critică față de operele husserliene „Investigații logice” (1900/01) și „Idei I” (1913), și și-a manifestat de asemenea rezervele față de „Ființă și Timp”, cartea de bază a lui Heidegger, cu care a discutat de câteva ori. După moartea lui Scheler din 1928 (la un an după publicarea „Ființă și Timp”) atât Heidegger, cât și Ortega y Gasset, au afirmat că toți filozofii secolului XX îi sunt îndatorați lui Scheler. 

## Opera
A fost profesor la universitățile din Jena, München și Köln. Discipol a lui Rudolf Eucken, a simpatizat teoriile vitaliste ale lui Bergson, și este, alături de Heidegger, unul dintre primii fenomenologi care au supus criticii metoda lui Husserl. Scheler a utilizat fenomenologia pentru a studia fenomenele emoționale și intenționalitatea lor respectivă (valorile). Scheler distinge trei modalități de cunoaștere : cea inductivă, cea a structurii esențiale și cea metafizică.
Cunoașterea inductivă este cea a științelor pozitive. Se bazează pe dominarea mediului înconjurător. Obiectul ei este realitatea și are drept obiectiv să o folosească prin intermediul tehnicii. Facultatea cognoscitivă singură nu este suficientă pentru ca noi să posedăm realitatea, deoarece realitate este tocmai ce opune rezistență efortului nostru. Prezența acestui efort este mărturia existenței realității.
Cunoașterea structurii esențiale este cea care ne permite captarea „ce”-ului lucrurilor. La acest tip de cunoaștere ajungem când ne abținem de la atitudinea impulsivă și facem abstracție de existența reală a lucrurilor. Obiectul ei este ceea ce este a priori.
Este de acord cu Immanuel Kant în faptul că există cunoaștere a priori, și că au acest caracter propozițiile ideale, care există independent de subiectul care le gândește. În ciuda acestei asemănări cu Kant, există cinci diferențe :
1. Nu sunt judecățile, ci esențele, cele care constituie ceea ce este „a priori”.
2. Regiunea „a priori” nu coincide cu regiunea formală, deoarece dându-se esențele în regiune aprioristică, există de asemenea un „a priori” material.
3. În locul întrebării „Cum este posibil ca ceva să fie dat ?”, întrebarea fundamentală, spune Scheler, este mai degrabă „Ce este aceea ce se dă ?”
4. Scheler consideră falsă teoria kantiană conform căreia tot ceea ce e a trebuit să fie produs de intelect. El afirmă că nu intelectul stabilește legile naturii. El poate stabili cel mult convenții.
5. Nici nu este de acord că ceea ce e „a priori” e echivalent cu ceea ce e rațional. Toată viața noastră spirituală (iubirea, simțirea, etc.) are conținut „a priori”. Urmându-l pe Pascal, Scheler afirmă că „există o ordine a priori a inimii, o logică a inimii”, independentă de ordinea rațiunii.
Cunoașterea metafizică, numită de asemenea a salvării, este rodul îmbinării rezultatelor științelor pozitive cu cele ale filozofiei, atunci când aceasta e orientată spre cunoașterea esențelor. Obiectul ei imediat îl constituie problemele de la granița științelor, cum ar fi „Ce este viața ?” și finalitatea ei este instaurarea omului în domeniul metafizicii.

### Etica materială a valorilor
O contribuție fundamentală a lui Scheler a fost descrierea imensei bogății și importanțe etice pe care o deține viața emoțională a omului, care este anterioară oricărei alte forme de cunoaștere. Astfel, în „Esența și formele simpatiei” (1913) el folosește metoda lui Husserl de descriere fenomenologică, aplicând-o acelor emoții care îi relaționează pe oameni unii cu alții și cu lumea valorilor, o importanță esențială având iubirea și ura, atitudini radicale pentru captarea fenomenelor valorice.
Plecând de la conceptul husserlian de reducție fenomenologică, Scheler a distins esențele a ceea ce este tangibil, real sau existent, ceea ce a dus la afirmarea independenței valorilor, eterne și imortale, față de bunuri, care sunt doar purtătoarele lor circumstanțiale (pentru aceasta Scheler a fost acuzat de platonism). Ca importanță, acestei opere îi urmează „Formalismul în etică și etica materială a valorilor” (1913-1916), un tratat în două volume în care încearcă să fundamenteze o etică personalistă, criticând etica doar formală a lui Kant, pe care o înlocuiește cu un studiu al valorilor ca și conținuturi specifice ale eticii, care se prezintă în mod direct și inmediat persoanei, și nu conștiinței, precum susținea Husserl.
Valorile, conform lui Scheler, se prezintă într-un mod obiectiv, „a priori”, structurate în jurul a două trăsături fundamentale și exclusive :
- 1. Polaritatea, toate valorile se organizează ca fiind pozitive sau negative. Asta spre deosebire de obiecte, care sunt toate pozitive.
- 2. Ierarhia, conform percepției, fiecare valoare este egală, superioară sau inferioară celorlalte valori. Această ierarhizare dă naștere unei scări e valori, pe care Scheler o ordonează de la mai mic la mai mare în patru grupe :
  - 1.Valorile de plăcere : dulce-amar
  - 2.Valorile vitale : sănătos-bolnav
  - 3.Valorile spirituale, care se divid în : 
    - Estetice : frumos-urât
    - Juridice : just-injust
    - Intelectuale : adevărat-fals

  - 4.Valorile religioase : sacru-profan

Valorile morale nu sunt o categorie de valori deoarece nu posedă purtători, sunt valori pure. Realizarea lor este indirectă, deoarece se verifică în realizarea celorlalte valori, în funcție de polaritatea și ierarhia lor obiectivă.
Convertit la catolicism în 1920, a scris „Despre eternul din om” (1921), justificându-și conversiunea, și apoi un studiu de sociologie a cunoașterii, „Die Wissensformen und die Gesellschaft” („Forme de cunoaștere și societatea”, 1926). Mai târziu avea să respingă catolicismul și să dezvolte o filozofie bazată pe știință, în care cunoașterea abstractă și valorile religioase sunt considerate sublimări ale instinctelor umane de bază, după cum afirmă în ultima sa carte, „Locul omului în univers” (1928).

## Opere complete în germană
Operele sale complete s-au grupat în 15 volume și s-au terminat de publicat în 1997, în următoarea ordine :
- Vol. I Frühe Schriften, 1971
- Vol. II Der Formalismus in der Ethik und die materiale Wertethik, 1954
- Vol. III, Vom Umsturz der Werte, 1955, 6ª ed. 1980
- Vol. IV, Politisch Pâdagogische Schiften, 1982
- Vol. V, Von Ewigen im Menschen, 1954, 5ª ed. 1972
- Vol. VI, Schiften zur Sociologie und Weltanschauunglehre, 1963
- Vol. VII, Wesen und Formen der Sympathie, 1973
- Vol. VIII, Die Wissensformen und die Gesellschaft, 1980
- Vol. IX, Späte Schriften, 1976, 2ed. 1995
- Vol. X, Schiften aus dem Nachlass: I. Zur Ethik und Erkenntnislehere, 1957
- Vol. XI,Schiften aus dem Nachlass: II. Erkenntnislehre und Metaphysik, 1979
- Vol. XII, Schiften aus dem Nachlass: III. Philosophische Antropologie, 1987, 2ª ed. 1996
- Vol. XIII,Schiften aus dem Nachlass: IV. Philosophie und Geschichte, 1990
- Vol. XIV, Schiften aus dem Nachlass: V. Varia I, 1993
- Vol. XV, Schiften aus dem Nachlass: VI. Varia II, 1997